# Csendélet almákkal és cserepes kankalinnal
A Csendélet almákkal és cserepes kankalinnal Paul Cezanne alkotása, amely a New York-i Metropolitan Művészeti Múzeum gyűjteményének része.

## Keletkezése
Cezanne ritkán festett csendéleteire cserepes növényeket vagy frissen vágott virágokat, amelyek hajlamosak voltak a hervadásra a hosszú alkotófolyamat alatt. Cserepes virág mindössze három olajfestményén tűnik fel, közülük kettő a Jas de Bouffan-i családi birtok melegházát ábrázolja, valamint mintegy tucatnyi, vízfestékkel készült képen látható. Utóbbiak két évtized alatt, 1878 és 1906 között keletkeztek. A világos rózsaszín virágokat hozó növény és a krémszínű cserép látható a Cserepes kankalin és gyümölcsök című képen is. Az almákat egy hajlított lábú asztalon elhelyezett gyűrött kendőre rakta a művész; az asztal több képén is visszaköszön.
A képet 1890 körül festette Cezanne, azután, hogy visszatért szülőhelyére, Aix-en-Provence-ba. A festmény első tulajdonosa Paul Helleu festő volt, aki 1894-ben a kertészszenvedélyéről és virágok iránti érdeklődéséről ismert Claude Monet-nak ajándékozta. 1926-ban a festő fia, Michel Monet örökölte, majd a New York-i Adolph Lewisohn vásárolta meg, tőle fia, Sam A. Lewisohn örökölte 1938-ban. Utóbbi hagyatékából került a kép a Metropolitan Művészeti Múzeumba 1951-ben.